# Katedra Jezusa Zbawiciela Świata w Rrëshen
Katedra Jezusa Zbawiciela Świata w Rrëshen (alb. Kisha Katedrale Jezusi i Vetmi Shpetimtar I Botes) – rzymskokatolicka katedra diecezji Rrëshen, w Rrëshen, w Albanii.
Została ukończona w 2002 roku.